# Slaps for My Drop Top Minivan
Slaps for My Drop Top Minivan è il secondo EP pubblicato dal rapper statunitense Ski Mask the Slump God il 14 luglio 2016 su Soundcloud.

## Tracce
Testi di Stokeley Goulbourne.
1. INTRO (I DON'T CARE) – 0:58 (musica: Corey Lingo)
2. LIKE A SOCCER MOM – 2:05 (musica: RayYay)
3. DID YOU REALLY??? – 1:32 (musica: Lanlord)
4. DEATH IS LONG – 1:56 (musica: CaptainCrunch)